# Traje de huasa

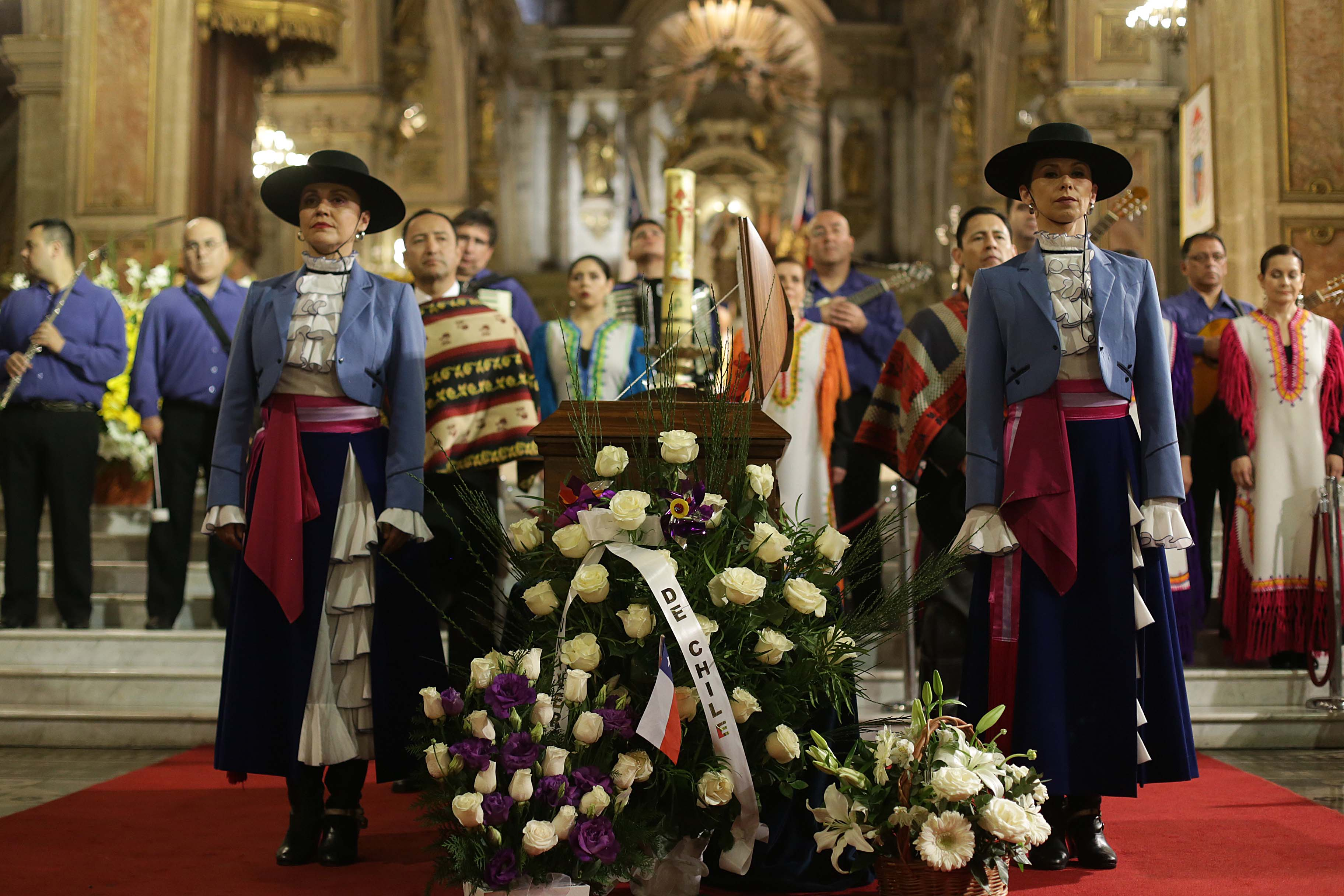
Huasas patronas en el velatorio del músico Vicente Bianchi (2018).

Un traje de huasa es el conjunto de vestir que usan las campesinas huasas patronas en la zona central de Chile. Consta de un sombrero corralero —versión de una chupalla fabricada con fieltro, generalmente negro—, un vestido de huasa —derivado del andaluz, generalmente blanco—, una chaqueta corralera —de tipo bolero, generalmente negra—, un ropón —género para protegerlo del sudor del caballo chileno, generalmente negro con un diseño de copihue bordado—, una faja de huasa —generalmente roja—, un pañuelo —para danzar cueca de salón— y botas de huasa con espuelas chilenas —fabricadas con cuero negro—.

## Historia

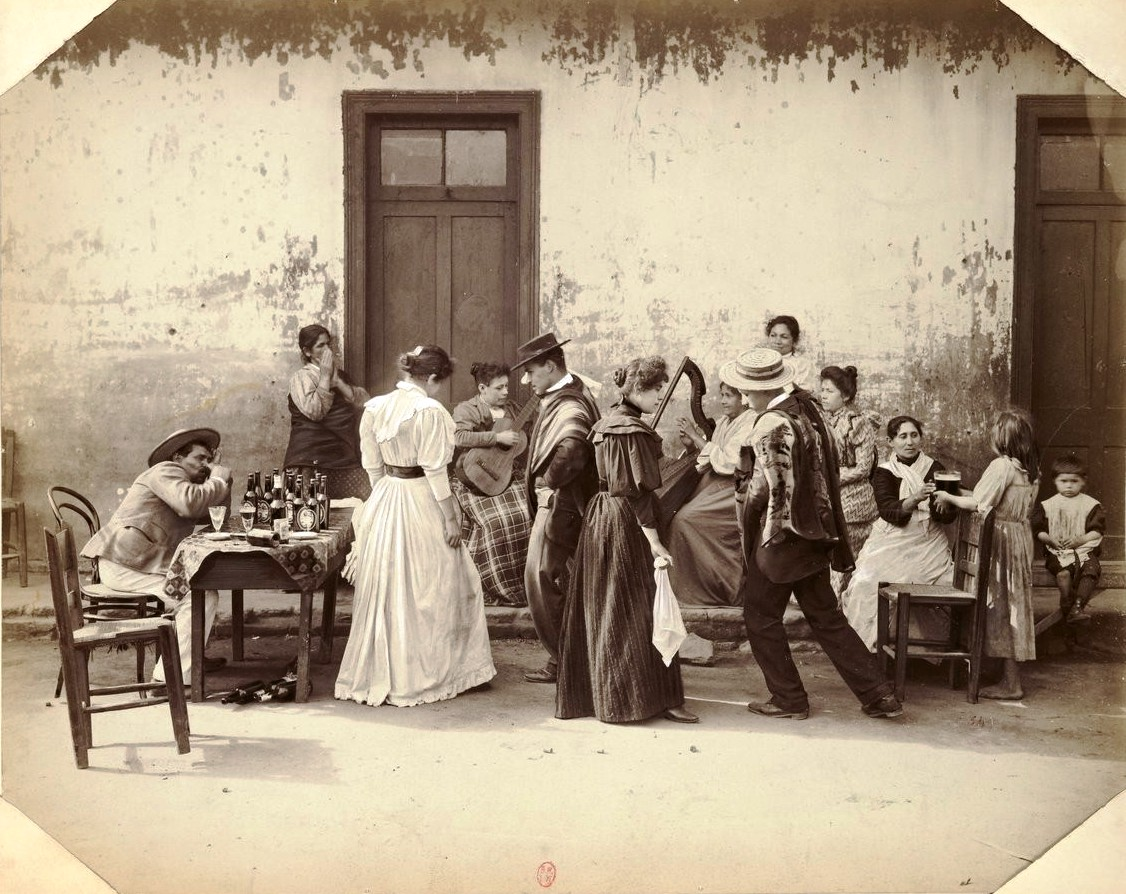
Vestidos usados durante un baile de cueca en Lo Barnechea (1906).

Durante la época colonial del Imperio español (1600-1810), el traje típico consistía en un vestido o atuendo compuesto por una blusa y una falda floreadas o de colores. El sombrero y la chaqueta fueron incorporados como un paralelo a lo llevado por el varón, acortando respectivamente el ala y la dimensión, para mostrar estatus social y diferenciarse de las chinas (empleadas domésticas). El traje moderno corresponde al de una huasa preparada para montar a caballo, incluido en las presentaciones del Ballet Folklórico de Chile Pucará en los años 1960 y adaptado por el mexicano Rodolfo Reyes en 1969, el director del Ballet Folclórico Nacional, quien alisó y angostó el ropón —que realmente es una lanilla que cubre el vestido al cabalgar, dejando entrever una parte— para facilitar la movilización, popularizó el vestido blanco —visto ocasionalmente— para emular uno tradicional de novia y agregó el vuelillo del costado izquierdo, según el folclorista chileno Osvaldo Cádiz.